# Chiesa di Santa Maria Assunta (Rocca Santo Stefano)
La chiesa di Santa Maria Assunta è la parrocchiale di Rocca Santo Stefano, in città metropolitana di Roma Capitale e sede suburbicaria di Palestrina; fa parte della vicaria di San Vito Romano-Paliano.

## Storia
Nel 1720 si giunse a un accordo tra l'arciprete di Rocca e il capomastro sublacense Fedele Marasca per la ricostruzione della parrocchiale; tuttavia il progetto non andò in porto e nel 1730 ci si limitò a dare un'imbiancata alla struttura.
L'interesse rinacque sul finire del decennio successivo e nel 1749 la chiesa fu riedificata su disegno dell'architetto Aristide Pozzi; la consacrazione venne impartita molto più tardi, nel 1876, dal cardinale Raffaele Monaco La Valletta.
La parrocchiale fu interessata nel 1913 da un intervento di ripulitura e di risistemazione e nel 1932 si provvide a posare il nuovo pavimento, mentre tra il 1952 e il 1953 la facciata venne ristrutturata.
Nel 2002, in ottemperanza al decreto Venerabilis Abbatia Sublacensis della Congregazione per i vescovi, la chiesa passò dall'abbazia territoriale di Subiaco alla sede suburbicaria di Palestrina, a cui era già appartenuta fino al 1637.
Danneggiata da alcune scosse sismiche verificatesi nel 2009, la parrocchiale fu restaurata nel 2010 per quanto riguarda la copertura della navata.

## Descrizione

### Esterno
La facciata a capanna, composta da mattoni faccia a vista, si compone di due registri, separati da una cornice marcapiano ed entrambi scanditi da sei lesene; quello inferiore presenta centralmente il portale d'ingresso, mentre quello superiore è caratterizzato da una finestra e coronato dal timpano di forma triangolare.
Annesso alla parrocchiale è il campanile a base quadrata, la cui cella presenta su ogni lato una monofora a tutto sesto ed è coperta dal tetto a quattro falde.

### Interno
L'interno dell'edificio si compone di un'unica navata, sulla quale si affacciano le cappelle laterali introdotte da archi a tutto sesto e le cui pareti sono scandite da paraste sorreggenti la trabeazione modanata e aggettante sopra la quale si imposta la volta a botte; al termine dell'aula si sviluppa il presbiterio, rialzato di alcuni gradini e chiuso dalla parete di fondo piatta.
L'opera di maggior pregio qui conservata è la pala raffigurante l'Assunzione della Vergine con i Santi Stefano e Benedetto, dipinta dalla scuola del cavalier Menfi.